# Rote Liste gefährdeter Amphibien Japans
Die Rote Liste gefährdeter Amphibien Japans wird durch das Japanische Umweltministerium veröffentlicht. Im Jahr 2020 wurden insgesamt 91 Amphibienarten untersucht und in Gefährdungskategorien unterteilt. Andere untersuchte Wildtier- und Pflanzenarten werden ebenfalls in separaten Listen veröffentlicht und in der Roten Liste gefährdeter Arten Japans zusammengefasst. Die Unterkategorien sind für die Tierarten Säugetiere, Vögel, Amphibien, Reptilien, Brack-/Süßwasserfische, Insekten, Land-/Süßwassermollusken und andere wirbellose Tiere, sowie für die Pflanzenarten Gefäßpflanzen, Moos, Algen, Flechten und Pilze.
Die Gesamtüberprüfung der gefährdeten Arten wird ungefähr alle fünf Jahre durchgeführt. Ab 2015 werden Arten deren Gefährdungskategorie aufgrund einer Verschlechterung des Lebensraums oder ähnlichem erneut untersucht werden müssen, jederzeit nach Bedarf einzeln überarbeitet. Die letzte überarbeitete Ausgabe ist die Rote Liste 2020. Dabei wurden insgesamt 91 Amphibienarten untersucht und in Gefährdungskategorien unterteilt. Diese sind im Folgenden aufgelistet.
Besonders häufig findet sich darunter die Gattung Hynobius aus der Familie der Winkelzahnmolche mit 36 verschiedenen Arten bei einer Gesamtzahl von 66 als gefährdet eingestuften Amphibienarten.

## Gefährdungskategorien
- EX: Extinct (nach dem Jahr 1500 ausgestorben)
- EW: Extinct in the Wild (in der Natur ausgestorben)
- CR: Critically Endangered (vom Aussterben bedroht)
- EN: Endangered (stark gefährdet)
- VU: Vulnerable (gefährdet)
- NT: Near Threatened (potenziell gefährdet)
- DD: Data Deficient (ungenügende Datengrundlage)
- LP: Locally endangered Population – Regional isolierte Populationen mit hohem Aussterberisiko

| Jahr | Anzahl der zu bewertenden Arten | EX | EW | CR | EN | VU | NT | DD | Summe EX – DD | LP | Anmerkungen                         |
| ---- | ------------------------------- | -- | -- | -- | -- | -- | -- | -- | ------------- | -- | ----------------------------------- |
| 1997 |                                 | 0  | 0  | 1  | 4  | 9  | 5  | 0  | 19            | 4  | 2. Rote Liste                       |
| 2006 | 62                              | 0  | 0  | 1  | 9  | 11 | 14 | 1  | 36            | 0  | 3. Rote Liste                       |
| 2012 | 66                              | 0  | 0  | 1  | 10 | 11 | 20 | 1  | 43            | 0  | 4. Rote Liste                       |
| 2015 | 66                              | 0  | 0  | 1  | 10 | 11 | 20 | 1  | 43            | 0  | 1. Überarbeitung der 4. Roten Liste |
| 2017 | 76                              | 0  | 0  | 3  | 12 | 13 | 22 | 1  | 51            | 0  | 2. Überarbeitung der 4. Roten Liste |
| 2018 | 76                              | 0  | 0  | 4  | 13 | 12 | 22 | 1  | 52            | 0  | 3. Überarbeitung der 4. Roten Liste |
| 2019 | 76                              | 0  | 0  | 4  | 13 | 12 | 22 | 1  | 52            | 0  | 4. Überarbeitung der 4. Roten Liste |
| 2020 | 91                              | 0  | 0  | 5  | 20 | 22 | 19 | 1  | 67            | 0  | 5. Überarbeitung der 4. Roten Liste |

## Vom Aussterben bedroht (CR)
5 Arten:

- Hynobius abei (jap. アベサンショウウオ Abe-sanshōuo)

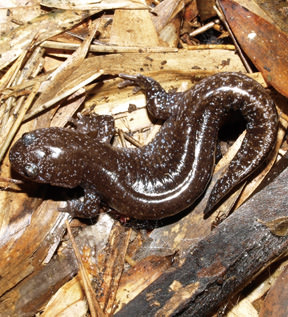
Hynobius abei

- Hynobius amakusaensis (jap. アマクササンショウウオ Amakusa-sanshōuo)
- Hynobius mikawaensis (jap. ミカワサンショウウオ Mikawa-sanshōuo)
- Hynobius tosashimizuensis (jap. トサシミズサンショウウオ Tosashimizu-sanshōuo)
- Onychodactylus tsukubaensis (jap. ツクバハコネサンショウウオ Tsukuba-Hakone-sanshōuo)

## Stark gefährdet (EN)
20 Arten:

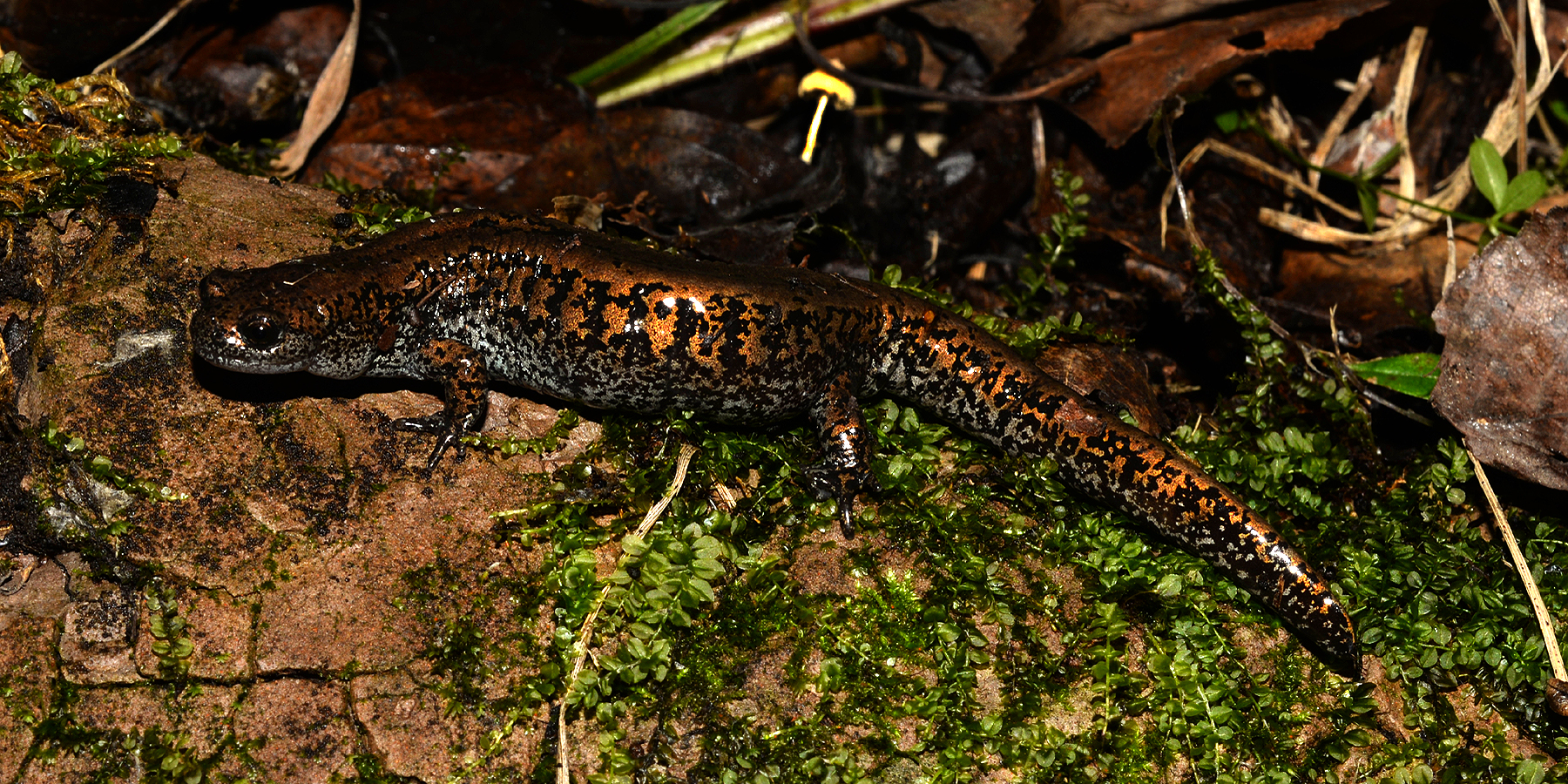
Sibirischer Winkelzahnmolch

Babina holsti

- Hynobius abuensis (jap. アブサンショウウオ Abu-Sanshōuo)
- Hynobius akiensis (jap. アキサンショウウオ Aki-Sanshōuo)
- Hynobius hidamontanus (jap. ハクバサンショウウオ Hakuba-Sanshōuo)
- Hynobius iwami (jap. イワミサンショウウオ Iwami-Sanshōuo)
- Hynobius katoi (jap. アカイシサンショウウオ Akaishi-Sanshōuo)
- Hynobius naevius (jap. ブチサンショウウオ Buchi-Sanshōuo)
- Hynobius osumiensis (jap. オオスミサンショウウオ Ōsumi-Sanshōuo)
- Hynobius setoi (jap. サンインサンショウウオ Sanin-Sanshōuo)
- Hynobius shinichisatoi (jap. ソボサンショウウオ Sobo-Sanshōuo)
- Hynobius takedai (jap. ホクリクサンショウウオ Hokuriku-Sanshōuo)
- Hynobius tsurugiensis (jap. ツルギサンショウウオ Tsurugi-Sanshōuo)
- Sibirischer Winkelzahnmolch (Salamandrella keyserlingii, jap. キタサンショウウオ Kita-Sanshōuo)
- Babina holsti (jap. ホルストガエル Horusuto-Gaeru)
- Babina subaspera (jap. オットンガエル Otton-Gaeru)
- Glandirana susurra (jap. サドガエル Sado-Gaeru)
- Odorrana ishikawae (jap. オキナワイシカワガエル Okinawa-Ishikawa-Gaeru)
- Odorrana splendida (jap. アマミイシカワガエル Amami-Ishikawa-Gaeru)
- Odorrana utsunomiyaorum (jap. コガタハナサキガエル Kogata-Hanasaki-Gaeru)
- Pelophylax porosus brevipodus (jap. ナゴヤダルマガエル Nagoya-Daruma-Gaeru)
- Limnonectes namiyei (jap. ナミエガエル Namie-Gaeru)

## Gefährdet (VU)
22 Arten:

- Hynobius bakan (jap. ヤマグチサンショウウオ Yamaguchi-Sanshōuo)

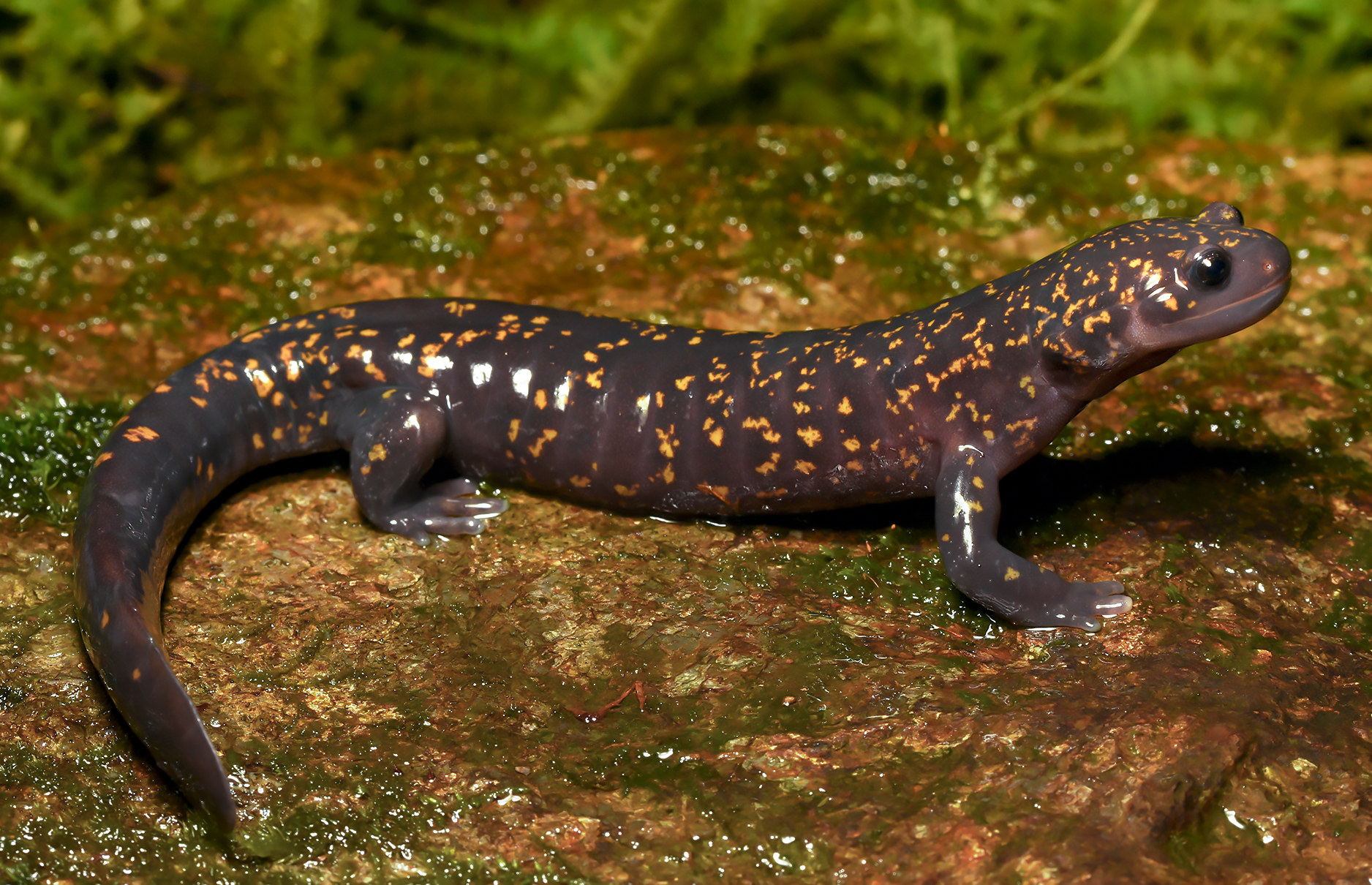
Hynobius fossigenus

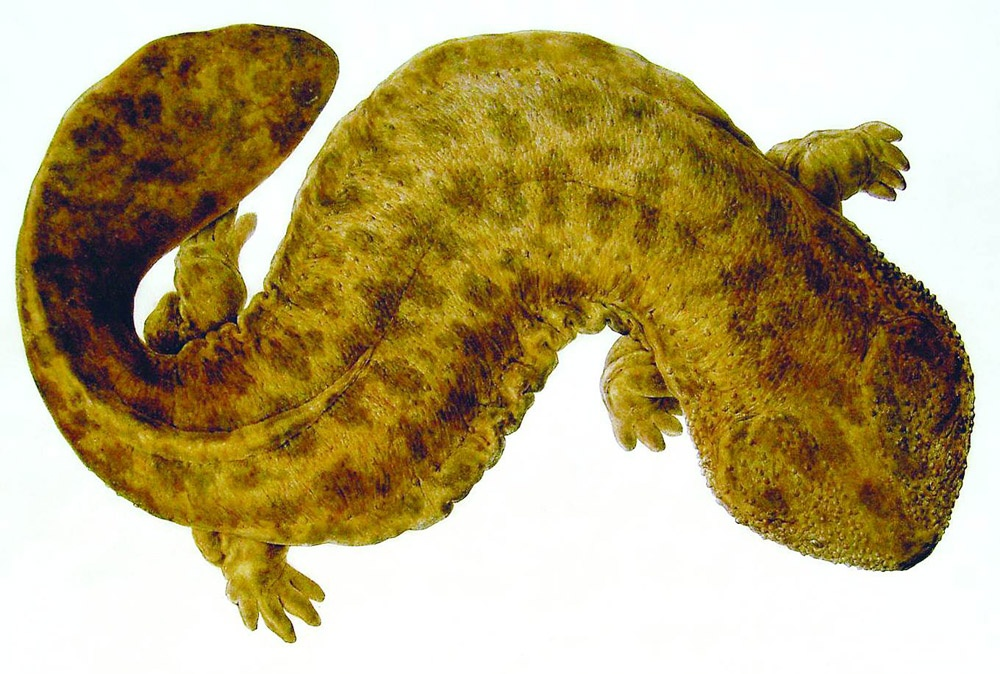
Japanischer Riesensalamander

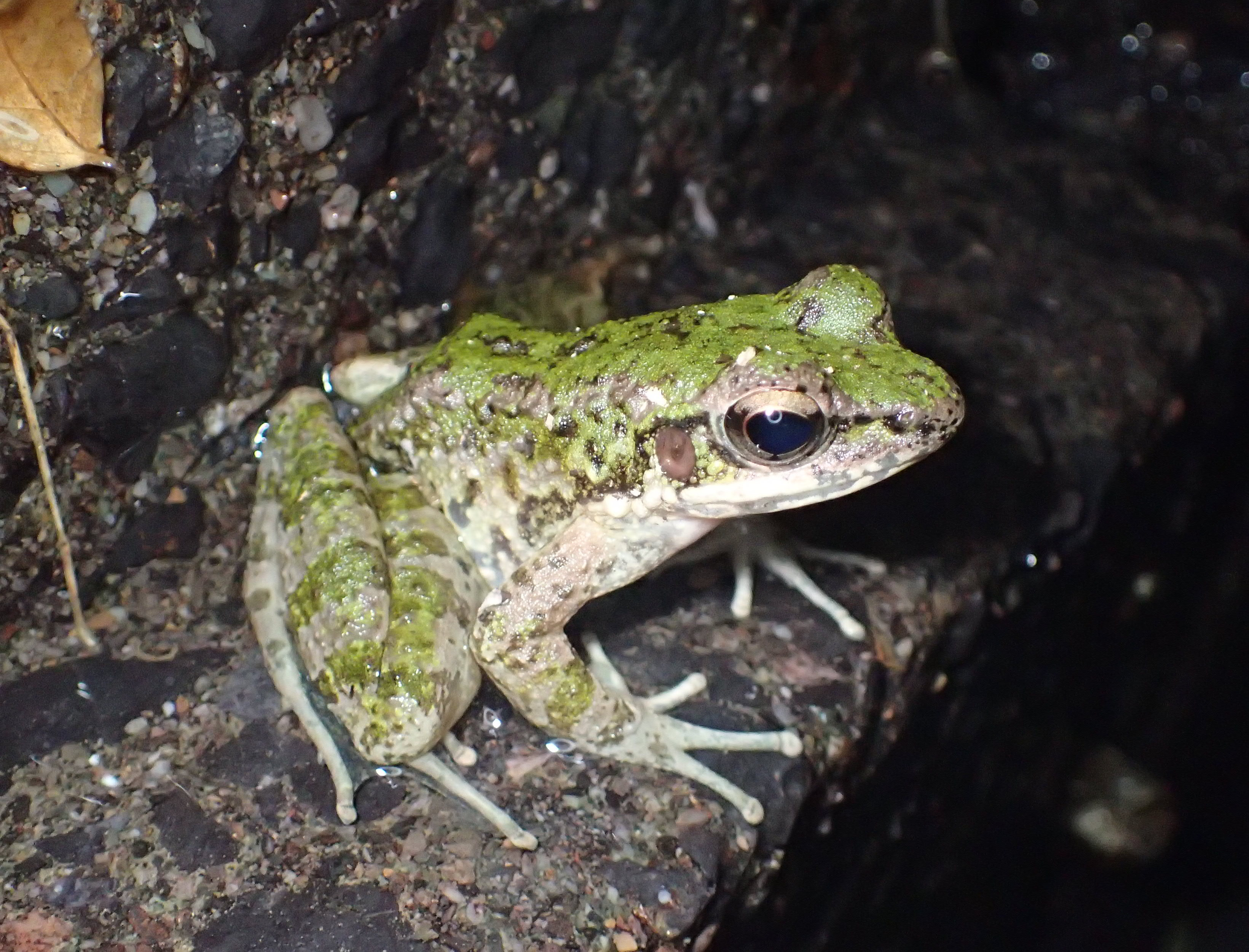
Odorrana amamiensis in Yamato auf Amami-Ōshima

- Hynobius boulengeri (jap. オオダイガハラサンショウウオ Ōdaigahara-Sanshōuo)
- Hynobius dunni (jap. オオイタサンショウウオ Ōita-Sanshōuo)
- Hynobius fossigenus (jap. ヒガシヒダサンショウウオ Higashihida-Sanshōuo)
- Hynobius guttatus (jap. マホロバサンショウウオ Mahoroba-Sanshōuo)
- Hynobius ikioi (jap. ベッコウサンショウウオ Bekkō-Sanshōuo)
- Hynobius kuishiensis (jap. イヨシマサンショウウオ Iyoshima-Sanshōuo)
- Hynobius nebulosus (jap. カスミサンショウウオ Kasumi-Sanshōuo)
- Hynobius okiensis (jap. オキサンショウウオ Oki-Sanshōuo)
- Hynobius oyamai (jap. チクシブチサンショウウオ Chikushibuchi-Sanshōuo)
- Hynobius sematonotos (jap. チュウゴクブチサンショウウオ Chūgoku-Buchi-Sanshōuo)
- Hynobius setouchi (jap. セトウチサンショウウオ Setouchi-Sanshōuo)
- Hynobius stejnegeri (jap. コガタブチサンショウウオ Kogatabuchi-Sanshōuo)
- Hynobius tokyoensis (jap. トウキョウサンショウウオ Tōkyō-Sanshōuo)
- Hynobius utsunomiyaorum (jap. ヒバサンショウウオ Hiba-Sanshōuo)
- Hynobius vandenburghi (jap. ヤマトサンショウウオ Yamato-Sanshōuo)
- Onychodactylus kinneburi (jap. シコクハコネサンショウウオ Shikoku-Hakone-Sanshōuo)
- Japanischer Riesensalamander (Andrias japonicus, jap. オオサンショウウオ Ōsanshōuo)
- Echinotriton andersoni (jap. イボイモリ Iboimori)
- Nidirana okinavana (jap. ヤエヤマハラブチガエル Yaeyama-Harabuchi-Gaeru)
- Odorrana amamiensis (jap. アマミハナサキガエル Amami-Hanasaki-Gaeru)
- Odorrana narina (jap. ハナサキガエル Hanasaki-Gaeru)

## Potenziell gefährdet (NT)
19 Arten:

- Hynobius hirosei (jap. イシヅチサンショウウオ Ishidzuchi-Sanshōuo)
- Hynobius kimurae (jap. ヒダサンショウウオ Hida-Sanshōuo)

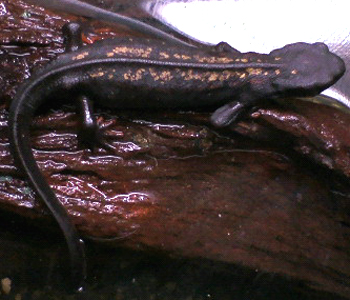
Schwertschwanzmolch

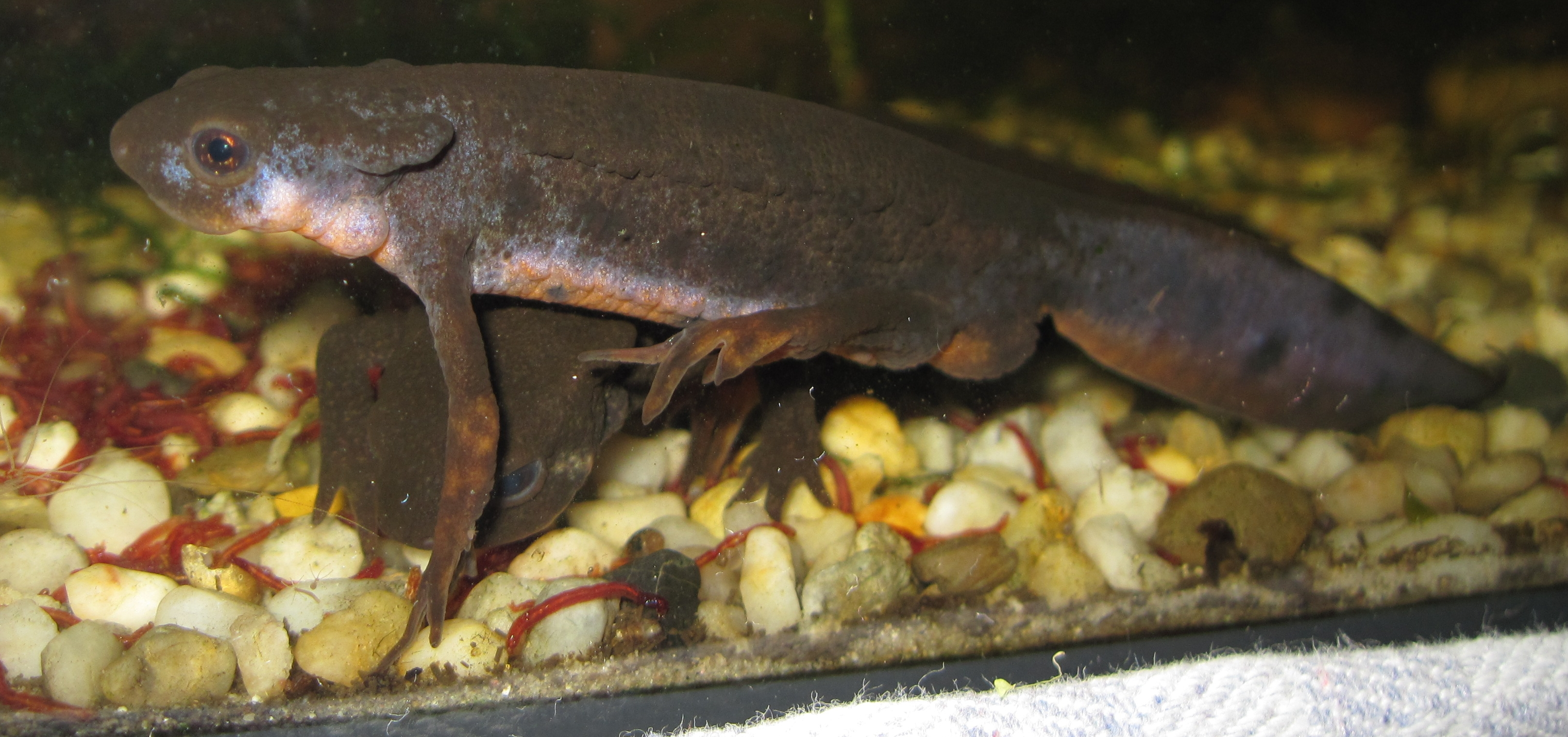
Japanischer Feuerbauchmolch

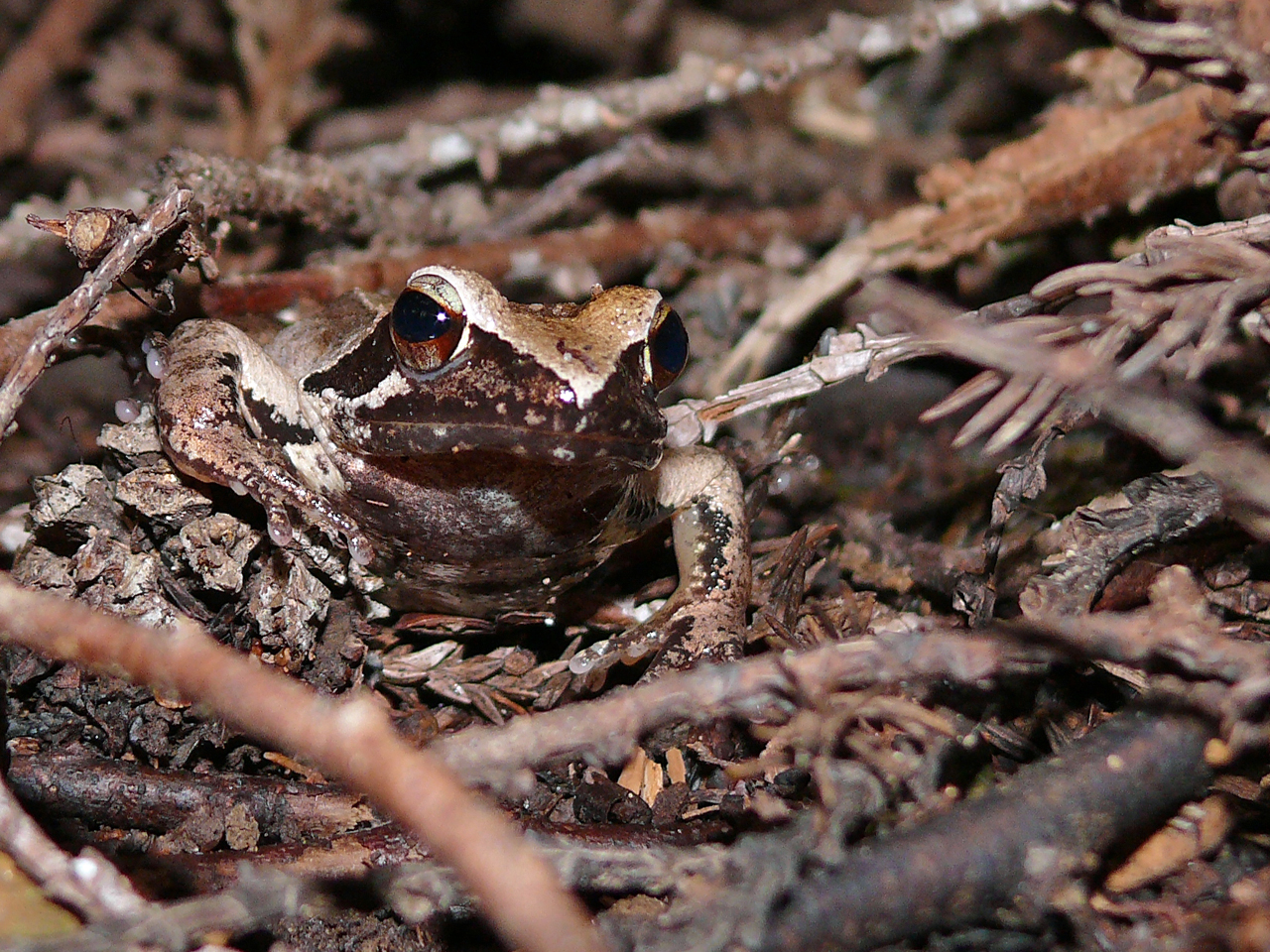
Rana tagoi okiensis

- Hynobius lichenatus (jap. トウホクサンショウウオ Tōhoku-Sanshōuo)
- Hynobius nigrescens (jap. クロサンショウウオ Kuro-Sanshōuo)
- Hynobius tsuensis (jap. ツシマサンショウウオ Tsushima-Sanshōuo)
- Onychodactylus fuscus (jap. タダミハコネサンショウウオ Tadami-Hakone-Sanshōuo)
- Onychodactylus intermedius (jap. バンダイハコネサンショウウオ Bandai-Hakone-Sanshōuo)
- Schwertschwanzmolch (Cynops ensicauda, jap. シリケンイモリ Shiriken-Imori)
- Japanischer Feuerbauchmolch (Cynops pyrrhogaster, jap. アカハライモリ Akaharaimori)
- Bufo gargarizans miyakonis (jap. ミヤコヒキガエル Miyako-Hiki-Gaeru)
- Odorrana supranarina (jap. オオハナサキガエル Ōhanasaki-Gaeru)
- Pelophylax nigromaculatus (jap. トノサマガエル Tonosama-Gaeru)
- Pelophylax porosus porosus (jap. トウキョウダルマガエル Tōkyō-Daruma-Gaeru)
- Rana kobai (jap. アマミアカガエル Amami-Aka-Gaeru)
- Rana tagoi okiensis (jap. オキタゴガエル Oki-Tago-Gaeru)
- Rana tagoi yakushimensis (jap. ヤクシマタゴガエル Yakushima-Tago-Gaeru)
- Rana tsushimensis (jap. ツシマアカガエル Tsushima-Aka-Gaeru)
- Rana uenoi (jap. チョウセンヤマアカガエル Chōsenyama-Aka-Gaeru)
- Rana ulma (jap. リュウキュウアカガエル Ryūkyū-Aka-Gaeru)

## Ungenügende Datengrundlage (DD)
1 Art:

- Hynobius retardatus (jap. エゾサンショウウオ Ezo-Sanshōuo)